# Prędkościomierz (lotnictwo)

Prędkościomierz lotniczy.

Prędkościomierz (ang. airspeed indicator, ASI) – urządzenie określające prędkość statku powietrznego poprzez pomiar różnicy ciśnienia statycznego i całkowitego. (ciśnienia dynamicznego) - (ciśnienia strug powietrza napływającego na samolot).
Odmianą prędkościomierza lotniczego jest machomierz mierzący liczbę Macha, używany zwłaszcza w samolotach naddźwiękowych (supersonicznych).

## Zasada działania
W celu określenia ciśnienia dynamicznego, należy od ciśnienia całkowitego odjąć ciśnienie statyczne (ciśnienie nieruchomego powietrza na danej wysokości). Dlatego też, prędkościomierz taki jest w istocie manometrem różnicowym wskazującym różnicę pomiędzy ciśnieniem całkowitym a ciśnieniem statycznym.
Prędkościomierze wyskalowane są w km/h lub węzłach. Źródłem ciśnienia całkowitego jest rurka Pitota, rurka Prandtla (Pitota-Prandtla) lub dysza Venturiego. Źródłem ciśnienia statycznego mogą być otwory po bokach kadłuba (dajniki ciśnienia statycznego), bądź może być ono pobierane, obok ciśnienia całkowitego, z rurki Prandtla.

## Budowa prędkościomierza
Ciśnienie statyczne jest doprowadzone do obudowy przyrządu, ciśnienie całkowite do puszki membranowej (puszki różnicowej) w jego wnętrzu. Zmiana prędkości powietrznej samolotu powoduje zmianę ciśnienia dynamicznego, które odkształca puszkę membranową powodując ruch wskazówki prędkościomierza (wskazanie prędkości). 

## Znaczenie kolorów
Często producenci samolotów zaznaczają na prędkościomierzu znaczące zakresy prędkości (patrz rysunek powyżej), według poniższego klucza kolorów:
- biały - zakres używania klap,
- zielony - standardowe prędkości użytkowe,
- żółty - prędkość dopuszczalna, powyżej użytkowej,
- czerwony - maksymalna prędkość dopuszczalna.